# Changhua

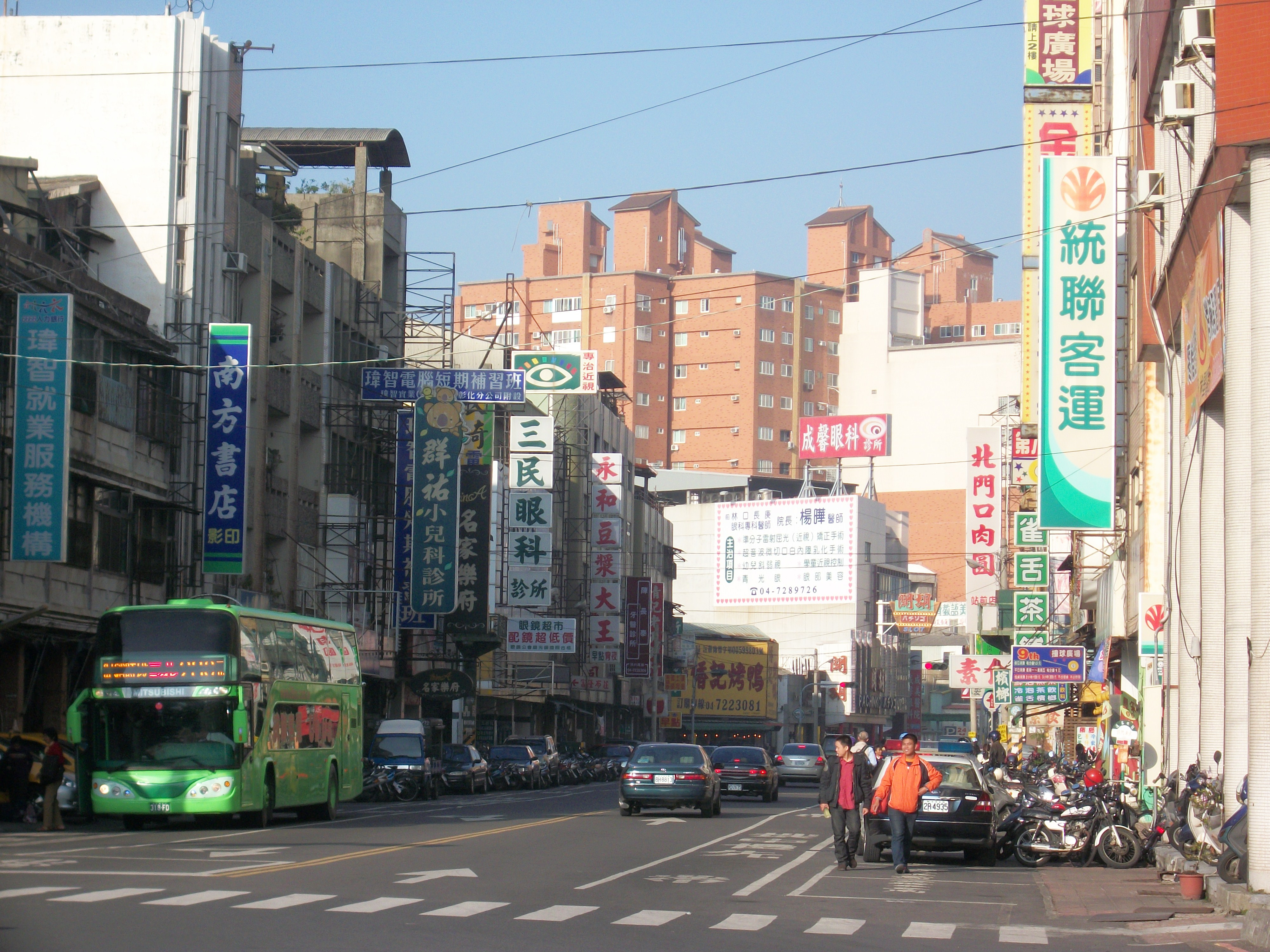
Vista da cidade

Changhua, oficialmente conhecido como Cidade de Changhua (chinês tradicional: 彰化市Wade–Giles: Chang-hua Shih) é um província-cidade e a sede do condado de Changhua, em Taiwan. Durante muitos séculos, o local foi o lar de um assentamento do povo babuza, uma tribo costeira de aborígenes de Taiwan. Historicamente, a cidade foi uma base para os chineses da etnia Han, quando eles invadiram Taiwan. Para se defenderem dos aborígenes, eles construíram uma fortaleza de bambu. Assim, Changhua passou a ser conhecida como "Cidade do Bambu". A cidade é o lar de cerca de 236 mil pessoas.
Changhua é mais conhecida por sua estátua de Buda. Com 26 metros de altura, a estátua fica no topo da montanha Bagua, com vista para a cidade. A principal passarela até o gigante está alinhada com estátuas de figuras de folclore budista. Outro local de interesse é o mais antigo templo em homenagem a Confúcio.